# Protisoutěžní praktiky
Protisoutěžní praktiky jsou praktiky narušující hospodářskou soutěž tím, že cíleně potlačují konkurenci mimo soutěž.

## Příklady
Mezi tyto praktiky patří:
- Bojkot skupinou.
- Dumping (například prodej pod výrobními náklady stanovením predátorské ceny, limit cen atp.).
- Exkluzivní zastoupení smlouvou.
- Fixace cen dohodou, diktování cen pro další prodej.
- Rozdělení trhu či teritorií.
- Vázání produktů (nutnost kupovat, co zákazník nechce).

Další kritizované praktiky s podobným efektem:
- Digital rights management neumožňující například prodávat použité zboží.
- Protekcionismus, cla a kvóty.
- Převzetí podniku či technologie konkurence.
- Společenská regulace.
- Subvence zvýhodňující proti konkurenci.
- Zneužívání patentů a autorských práv.